# 北条口
北条口（ほうじょうぐち）は、兵庫県姫路市の地名（町丁）。郵便番号は670-0935。住居表示は未実施であるが、1丁目から5丁目までがある。

## 地理
北条口は姫路市の中心市街地・内町の南東部に位置する。

## 歴史
藩政時代には組屋敷があった所である。北条門内の大区であって「町」とは称さない。1889年（明治22年）4月、姫路に市制が施行され、下白銀町の民家を姫路市役所としていたが、1897年（明治30年）11月、市役所は北条口に移転された。
姫路市北条口2丁目・姫路城城下町跡の発掘調査で、下級武士の屋敷地内部における土地利用の在り方が明らかにされている。

## 世帯数と人口
2021年（令和3年）12月31日現在の世帯数と人口は以下の通りである。
| 丁目        | 世帯数  | 人口  |
| ----------- | ------- | ----- |
| 北条口1丁目 | 101世帯 | 140人 |
| 北条口2丁目 | 249世帯 | 545人 |
| 北条口3丁目 | 222世帯 | 471人 |
| 北条口4丁目 | 72世帯  | 145人 |
| 北条口5丁目 | 137世帯 | 290人 |

### 世帯数と人口の遷移
『姫路誌』（1912年印刷・発行）によれば、北条口は戸数280・人口1005である。2018年6月末の世帯数・人口は1丁目97・143、2丁目159・346、3丁目178・363、4丁目53・116、5丁目138・291。

## 小・中学校の学区
市立小・中学校に通う場合、学区は以下の通りとなる。
| 番地 | 義務教育学校         |
| ---- | -------------------- |
| 全域 | 姫路市立白鷺小中学校 |

## 経済

### 産業
店・企業
- うめおか
- クラフトジャパンクラフト事業部
- 共栄火災海上保険神戸支店姫路支社
- 山陽製粉本社
- 昭和瀝青工業本社
- スズキアリーナ姫路中央
- セブン-イレブン姫路北条口1丁目店
- 帝国データバンク姫路支店
- 成田珈琲本社
- 日本オーダービジネス
- ノエビア姫路販社
- ハトヤ
- 宮本産業

金融機関
- 兵庫信用金庫本店